# Niclas Grönholm
Niclas Grönholm (Kauniainen, Finlandia, 20 de mayo de 1996) es un piloto de rallycross finlandés que participa actualmente en el Campeonato Mundial de Rallycross de la FIA. Él es el hijo del bicampeón mundial de rally Marcus Grönholm.

## Biografía
Niclas Grönholm debutó en el Campeonato Mundial de Rallycross corriendo el World RX de Finlandia en la RX Lites Cup. Terminó la clasificación intermedia en la 5.ª posición asegurándose un lugar en las semifinales, en la semifinal llegó en la segunda posición clasificándose a la final y en la final terminó tercero detrás del turco Yigit Timur y el sueco Kevin Hansen. Con los puntos sumados en este evento terminó en la 15.ª posición en el campeonato.
Al año siguiente hizo su debut en la categoría Supercar la máxima categoría del campeonato mundial corriendo el World RX de Suecia con un Ford Fiesta ST privado. Terminó los cuatro heats en la 19.ª, 20.ª, 16.ª y 18.ª posición y en el acumulado de los cuatro heats terminó en la 17.ª posición, quedando a las puertas de sumar puntos.

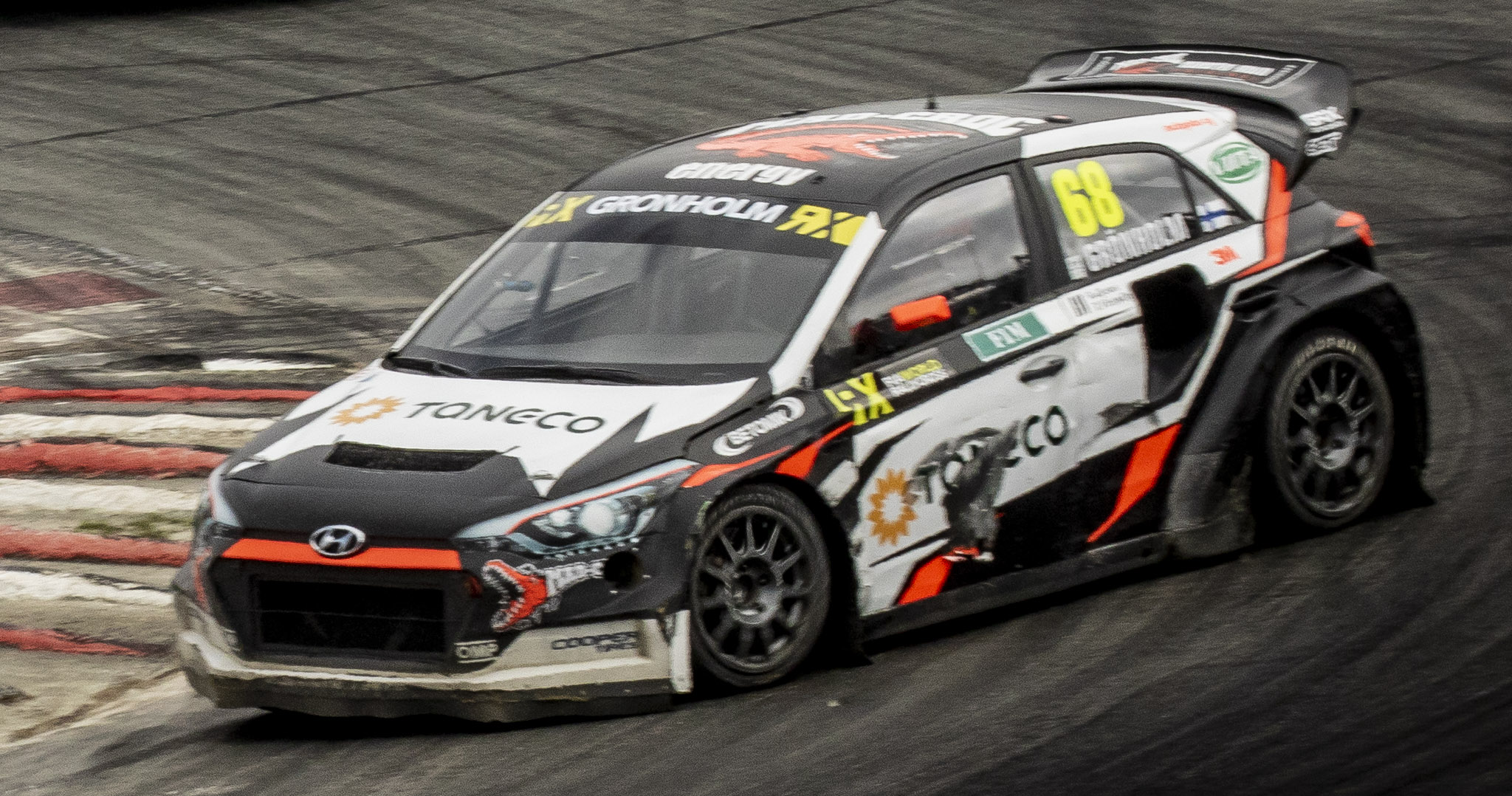
Niclas Grönholm en el World RX de Noruega 2018.

Fue contratado por el equipo Olsbergs MSE en 2016, haciendo su debut como piloto a tiempo completo en la categoría Supercar. Corrió 11 de las 12 carreras de la temporada, solo faltando en el World RX de Argentina. Sus mejores resultados en la temporada fueron las semifinales en los World RX de Suecia y Canadá. Terminó su primera temporada mundialista en la 17.ª posición con 28 puntos.
En 2017, su padre Marcus Grönholm creó él GRX, un equipo pensado para que Niclas pudiera correr el mundial utilizando un Ford Fiesta preparado por M-Sport. En esta temporada disputó las 12 pruebas, consiguiendo llegar a las semifinales de los World RX de Bélgica y Suecia además de lograr llegar a su primera final en el World RX de Alemania. Terminó la temporada en la 20.º posición con 4 puntos debido a un descuento de 50 puntos por usar más motores y turbos de los permitidos durante la temporada, sin esos descuentos hubiera terminado en la 16.ª posición con 54 puntos.
En 2018, el equipo estreno los nuevos Hyundai i20 RX Supercar, los autos eran los Hyundai i20 WRC de vieja generación dejados por el Hyundai World Rally Team preparados para rallycross. La sinergia entre piloto y auto se vio inmediatamente: llegó a las semifinales en 11 de las 12 rondas de la temporada, solo fallo en la ronda final en Sudáfrica donde terminó en el 13.eɾ lugar. Además llegó a la final en los World RX de Barcelona, Gran Bretaña, Letonia y Alemania. Sus mejores resultados en la temporada fueron tres cuartos puestos en Barcelona (originalmente quinto ascendió al cuarto puesto por la descalificación de Mattias Ekström), Letonia y Alemania y el quinto puesto en Gran Bretaña. Terminó la temporada en la séptima posición con 146 puntos.
Niclas Grönholm comenzó la temporada 2019 con un segundo puesto en Abu Dabi, el cual fue originalmente la victoria pero fue despojado de ella después de un toque con Kevin Hansen en la final. Logró el cuarto puesto en Barcelona previo a tener que dejar de competir momentaneámente debido a una operación de apendicitis que lo hizo perderse el World RX de Bélgica y Gran Bretaña, en ambos eventos fue reemplazado por su compariota Joni Wiman. Retorno ganando el World RX de Noruega en el cual había terminado tercero pero la descalificación de Anton Marklund y la penalización a Kevin Hansen lo elevaron a la victoria, consiguió llegar a la final en los World RX de Suecia y Francia y en Canadá se quedó en semifinales. Volvió a subir al podio en el World RX de Letonia y en la última prueba de temporada en Sudáfrica consiguió su segunda victoria de la temporada. Terminó la temporada en la cuarta posición con 186 puntos, corriendo dos pruebas menos que los tres primeros de la clasificación general.

## Estadísticas

### Resultados en el Campeonato Mundial de Rallycross

#### RX Lites Cup
| Año  | Equipo        | Auto              | 1   | 2   | 3     | 4   | 5   | 6   | Lites | Pts |
| ---- | ------------- | ----------------- | --- | --- | ----- | --- | --- | --- | ----- | --- |
| 2014 | SET Promotion | Lites Ford Fiesta | POR | GBR | FIN 3 | SWE | ITA | TUR | 15.º  | 22  |

#### Supercar/RX1/RX1e
| Año  | Equipo                             | Auto                    | 1      | 2      | 3      | 4      | 5      | 6      | 7      | 8       | 9      | 10      | 11     | 12      | 13  | WRX  | Pts |
| ---- | ---------------------------------- | ----------------------- | ------ | ------ | ------ | ------ | ------ | ------ | ------ | ------- | ------ | ------- | ------ | ------- | --- | ---- | --- |
| 2015 | Niclas Grönholm                    | Ford Fiesta ST          | POR    | HOC    | BEL    | GBR    | GER    | SWE 17 | CAN    | NOR     | FRA    | BAR     | TUR    | ITA     | ARG | 40.º | 0   |
| 2016 | Olsbergs MSE                       | Ford Fiesta ST          | POR 17 | HOC 14 | BEL 15 | GBR 16 | NOR 16 | SWE 11 | CAN 12 | FRA 14  | BAR 15 | LAT 18  | GER 19 | ARG     |     | 17.º | 28  |
| 2017 | GRX                                | Ford Fiesta             | BAR 17 | POR 13 | HOC 16 | BEL 12 | GBR 15 | NOR 16 | SWE 8  | CAN 14a | FRA 14 | LAT 12b | GER 5c | RSA 15d |     | 20.º | 4   |
| 2018 | GRX Taneco Team                    | Hyundai i20 RX Supercar | BAR 4  | POR 9  | BEL 8  | GBR 5  | NOR 7  | SWE 11 | CAN 8  | FRA 11  | LAT 4  | USA 8   | GER 4  | RSA 13  |     | 7.º  | 146 |
| 2019 | GRX Taneco Team                    | Hyundai i20 RX Supercar | ABU 2  | BAR 4  | BEL    | GBR    | NOR 1  | SWE 5  | CAN 7  | FRA 6   | LAT 2  | RSA 1   |        |         |     | 4.º  | 186 |
| 2020 | GRX Taneco Team                    | Hyundai i20 RX Supercar | SWE 4  | SWE 9  | FIN 4  | FIN 1  | LAT 5  | LAT 5  | BAR 4  | BAR 8   |        |         |        |         |     | 4.º  | 147 |
| 2021 | GRX-Set World RX Team              | Hyundai i20 RX1         | BAR 8  | SWE 8  | FRA 3  | LAT 1  | LAT 2  | BEL 8  | POR 1  | GER 4   | GER 1  |         |        |         |     | 3º   | 197 |
| 2022 | Construction Equipment Dealer Team | PWR RX1e                | NOR 5  | LAT 7  | LAT 5  | POR 7  | POR 1  | BEL 5  | BEL 2  | BAR 2   | BAR 5  | GER 2   |        |         |     | 3.º  | 130 |
| 2023 | Construction Equipment Dealer Team | PWR RX1e                | POR 3  | NOR 2  | SWE    | GBR    | BEL    | GER    | RSA    | RSA     | CHN    | CHN     |        |         |     | 2.º  | 33  |

- * Temporada en curso.

Notas
a Quince puntos del Campeonato deducidos para el uso de un cuarto motor sellado.

b Diez puntos del campeonato deducidos por sellar un turbo adicional después de la verificación.

c Quince puntos del Campeonato deducidos para el uso de más de tres motores sellados en la temporada.

d Diez puntos del campeonato deducidos por el uso de un séptimo turbocompresor en la temporada.

### Resultados en el Campeonato Mundial de Rally
| Año  | Equipo          | Auto                   | 1   | 2   | 3   | 4   | 5   | 6   | 7      | Pos. | Pts. |
| ---- | --------------- | ---------------------- | --- | --- | --- | --- | --- | --- | ------ | ---- | ---- |
| 2020 | Niclas Grönholm | Škoda Fabia Rally2 Evo | MON | SWE | MEX | EST | TUR | ITA | MNZ 40 | NC   | 0    |